# Metovnica
Metovnica (Servisch cyrillisch Метовница) is een plaats in de Servische gemeente Bor. De plaats telt 1331 inwoners (2002).